# Otho sphondyloides
Otho sphondyloides är en skalbaggsart som först beskrevs av Ernst Friedrich Germar 1818.  Otho sphondyloides ingår i släktet Otho, och familjen halvknäppare. Arten har ej påträffats i Sverige.